# The Lost Tracks of Danzig
The Lost Tracks of Danzig es el último disco de la banda estadounidense de Heavy metal, Danzig. Consiste en un compilado de canciones antiguas no estrenadas de la banda, grabadas entre 1988 y 2004. El disco fue estrenado el 10 de julio de 2007.
Glenn Danzig declaró que "las canciones que iban a ser grabadas en el último álbum debieran calzar o fluir juntas como un todo. En efecto, tremendas canciones de Danzig nunca fueron estrenadas, no porque no fueran buenas, sino porque no iban con la 'sensación general' del álbum particular, o por otras razones".

## Lista de canciones
Disco 1
1. "Pain Is Like An Animal"
2. "When Death Had No Name" (1ª Versión)
3. "Angel of the Seventh Dawn"
4. "You Should Be Dying"
5. "Cold, Cold Rain"
6. "Buick McKane" (cover de T.Rex)
7. "When Death Had No Name" (versión de 1992)
8. "Satan's Crucifiction"
9. "The Mandrake's Cry"
10. "White Devil Rise"
11. "Come to Silver" (versión acústica)
12. "Deep"
13. "Warlok"

Disco 2
1. "Lick the Blood off My Hands"
2. "Crawl Across Your Killing Floor"
3. "I Know Your Lie"
4. "Caught in My Eye" (cover de The Germs)
5. "Cat People" (cover de David Bowie)
6. "Bound by Blood"
7. "Who Claims the Soulless"
8. "Malefical"
9. "Soul Eater"
10. "Dying Seraph"
11. "Lady Lucifera"
12. "underBelly of the Beast" (remix de "Belly of the Beast")
13. "Unspeakable" (Mix Changó)